# Niwki (rejon miadzielski)
Niwki (biał. Ніўкі; ros. Нивки) – wieś na Białorusi, w obwodzie mińskim, w rejonie miadzielskim, w sielsowiecie Kniahinin.
W pobliżu znajduje się przystanek kolejowy Niwki, położony na linii Połock – Mołodeczno.

## Historia
W czasach zaborów wieś okręgu wiejskim Niwki, w gminie Kniahinin, w powiecie wilejskim, w guberni wileńskiej Imperium Rosyjskiego. W 1865 roku liczyła 217 mieszkańców (89 dusz rewizyjnych) w 16 domach. Należała do dóbr skarbowych Niwki.
W latach 1921–1945 wieś leżała w Polsce, w województwie wileńskim, w powiecie wilejskim, w gminie Kościeniewicze.
Według Powszechnego Spisu Ludności z 1921 roku zamieszkiwało tu 378 osób, 113 było wyznania rzymskokatolickiego a 265 prawosławnego. Jednocześnie 106 mieszkańców zadeklarowało polską a 272 białoruską przynależność narodową. Były tu 72 budynki mieszkalne. W 1931 w 80 domach zamieszkiwało 421 osób.
Wierni należeli do parafii rzymskokatolickiej w Kościeniewiczach i prawosławnej w Kniahininie. Miejscowość podlegała pod Sąd Grodzki w Krzywiczach i Okręgowy w Wilnie; właściwy urząd pocztowy mieścił się w Kościeniewiczach.
W wyniku napaści ZSRR na Polskę we wrześniu 1939 miejscowość znalazła się pod okupacją sowiecką. 2 listopada została włączona do Białoruskiej SRR. Od czerwca 1941 roku pod okupacją niemiecką. W 1944 miejscowość została ponownie zajęta przez wojska sowieckie i włączona do Białoruskiej SRR.
Od 1991 w składzie niepodległej Białorusi.